# Треве
Треве́ (фр. Trévé, брет. Treve) — коммуна во Франции, находится в регионе Бретань. Департамент — Кот-д’Армор. Входит в состав кантона Мюр-де-Бретань. Округ коммуны — Сен-Бриё.
Код INSEE коммуны — 22376.

## География
Коммуна расположена приблизительно в 390 км к западу от Парижа, в 85 км западнее Ренна, в 34 км к югу от Сен-Бриё.

## Население
Население коммуны на 2016 год составляло 1 645 человек.
| 1962 | 1968 | 1975 | 1982 | 1990 | 1999 | 2008 | 2016 |
| ---- | ---- | ---- | ---- | ---- | ---- | ---- | ---- |
| 1207 | 1217 | 1115 | 1276 | 1345 | 1312 | 1494 | 1645 |

## Администрация
| Период | Период | Фамилия     | Партия | Примечания |
| ------ | ------ | ----------- | ------ | ---------- |
| 2002   |        | Жозеф Колле |        | пенсионер  |

## Экономика
В 2007 году среди 909 человек в трудоспособном возрасте (15—64 лет) 719 были экономически активными, 190 — неактивными (показатель активности — 79,1 %, в 1999 году было 72,9 %). Из 719 активных работали 670 человек (363 мужчины и 307 женщин), безработных было 49 (20 мужчин и 29 женщин). Среди 190 неактивных 64 человека были учениками или студентами, 72 — пенсионерами, 54 были неактивными по другим причинам.

## Достопримечательности
- Усадьба Виль-о-Веньёр (1761 год). Исторический памятник с 1975 года[3]